# 杜生甫
杜生甫（1915年—1948年），原名屠祖全，浙江宁波人。新四军人物。

## 生平
杜生甫幼年丧母，小学毕业后，在上海一家医院做勤杂工。抗日战争爆发后，因医院遣散人员而失业，返回家乡，参加庄桥镇战时青年服务团活动。1938年冬，经金如山、邵立之介绍，加入中国共产党。1942年6月，龙山自卫队建立。10月，部队扩大为中队，任中队指导员（中队长戚铭渠、副中队长肖贻）。1943年2月，龙山自卫大队成立，他担任大队第一中队指导员。194年4月，慈（溪）镇（海）县办事处成立，龙山自卫大队改称为慈镇县大队，他继续担任大队第一中队指导员。抗日战争胜利后，部队随新四军浙东纵队北撤，并编入新四军一纵队第三旅，后升任华东野战军一纵三旅九团独立营副教导员。1948年初，他在豫东战役中阵亡。